# Frank Töppe
Frank Töppe (* 2. Juni 1947 in Bleicherode; † 8. August 1997 in Meerbusch) war ein deutscher Autor und Grafiker.

## Leben
Töppe studierte Wirtschaftswissenschaften, promovierte 1973 und befasste sich mehrere Jahre mit wissenschaftlicher Forschungsarbeit auf diesem Gebiet. 1976 bis 1978 war er als Verlagslektor tätig.
Seine „methodologische, phänomenologische Neigung, die auf den Zusammenhang orientiert und Welt und Mensch als Einheit zu fassen bestrebt ist“ (Töppe über sich) bildete den Hintergrund seiner Hinwendung zur Science-Fiction-Literatur. 1978 erschien sein utopischer Erzählungsband Regen auf Tyche. Ab diesem Zeitpunkt war er ausschließlich frei künstlerisch tätig.
Es erfolgten Publikationen von Erzählungen, Gedichten, Essays, Hörspielen über Zeitungen, Zeitschriften und Radiosender, Rundfunkvorträge über die Wirkungsweise moderner Musik.
Auf dem Gebiet der bildenden Kunst wurden Buchumschläge, Illustrationen, Poster und freie Grafik veröffentlicht.
1980 erschien sein Kinderbuch Der grüne Tuul.
Eine im selben Jahr von Joseph Beuys ausgesprochene Einladung, an dessen FIU in Düsseldorf seine 1978 / 79 entstandene Arbeit Ein Gastmahl Goethes oder Die Verfluchung der Ökonomie zu lesen, verärgerte das Kulturministerium der DDR: Laufende Verträge wurden gekündigt, Nachauflagen verhindert, neue Projekte abgelehnt.
1983 floh Töppe in die Bundesrepublik Deutschland.
1984 erschien im Verlag Bert Schlender die Erzählung Tiefe des Ortes.
Töppes Hauptwerk, Das Geheimnis des Brunnens – Versuch einer Mythologie der Märchen, entstand zwischen 1980 und 1990. Es umfasst vier Bände. Abschluss dieser Arbeit bildet der eigenständige Band Im Zeichen der drei Goldenen Haare, der in der nachfolgenden Zeit bis 1993 entstand. Alle fünf Bände wurden über die Edition Vogelmann publiziert.
In der Zeit von 1994 bis 1997 erschienen im selben Verlag acht weitere Bücher mit Gedichten und Erzählungen Töppes.

## Werke
- Regen auf Tyche. All-Geschichten, erzählt vom Raumpiloten Roul, unter Verwendung von Texten Irdischer und Außerirdischer. Das Neue Berlin, Berlin 1978.
- Der grüne Tuul. Ein Bilderbuch. Kinderbuchverlag Berlin, Berlin 1980.
- Tiefe des Ortes oder Zukünftige Topographie des herzynischen Waldes. Eine phantastische Wanderung. Erzählung, Schlender, Göttingen 1984, ISBN 3-88051-069-5. Auch als: Zukünftige Topographie des herzynischen Waldes. Mit 20 Zeichnungen von Holger Runge. Edition Vogelmann, Meerbusch-Büderich bei Düsseldorf 1997, ISBN 3-89170-023-7.
- Ein Gastmahl Goethes: vor mehreren Jahren gegeben oder Die Verfluchung der Ökonomie. Mit 80 Tuschzeichnungen von Stephan Stüttgen. Edition Vogelmann im Erb-Verlag, Meerbusch-Büderich bei Düsseldorf 1986, ISBN 3-89170-002-4.
- Das Geheimnis des Brunnens. Versuch einer Mythologie der Märchen. Edition Vogelmann, Meerbusch-Büderich bei Düsseldorf.
  - Band 1: Von Jungfern, Müttern und Tanten ; der Jüngste Tag ; die Heilige Hochzeit. 1985, ISBN 3-88458-750-1.
  - Band 2: 1986, ISBN 3-89170-000-8.
  - Band 3: Die Liebe derer, die reinen Herzens sind : Die lange Reise der himmlischen Jungfrau; Vom Ausrufen des Mondes und der Sonne. 1986, ISBN 3-89170-008-3.
  - Band 4: Ursprung der Osterrechnung. 1988, ISBN 3-89170-009-1.
- Im Zeichen der drei goldenen Haare. Der Teufel mit den drei goldenen Haaren, der Vogel Greif. Die Beziehungen beider Texte zueinander, zu den entsprechenden Texten der Erstauflage der Grimmschen Märchen und einer F. v. Arnimschen Überlieferung. Edition Vogelmann, Meerbusch-Büderich bei Düsseldorf 1993, ISBN 3-89170-010-5.
- Worte in Prosa – Formen in Graphit. Gedichte und Graphik. Edition Vogelmann, Meerbusch-Büderich bei Düsseldorf 1994, ISBN 3-89170-014-8.
- Der Schatten des Gelb. Notate an Stalten. Edition Vogelmann, Meerbusch-Büderich bei Düsseldorf 1995, ISBN 3-89170-019-9.
- Gedichte. Edition Vogelmann, Meerbusch-Büderich bei Düsseldorf 1996.
  - Band 1: Versuch erster Wohnung. ISBN 3-89170-022-9.
  - Band 2: Vier Blüten trägt der Hibiskuszweig. ISBN 3-89170-021-0.
- Niederungen. Erzählung, mit Bildern von Holger Runge. Edition Vogelmann, Meerbusch-Büderich bei Düsseldorf 1996.
- Weissgefallen. 1996.
- Das Jahr. 1997.